# Bernard Połoniecki

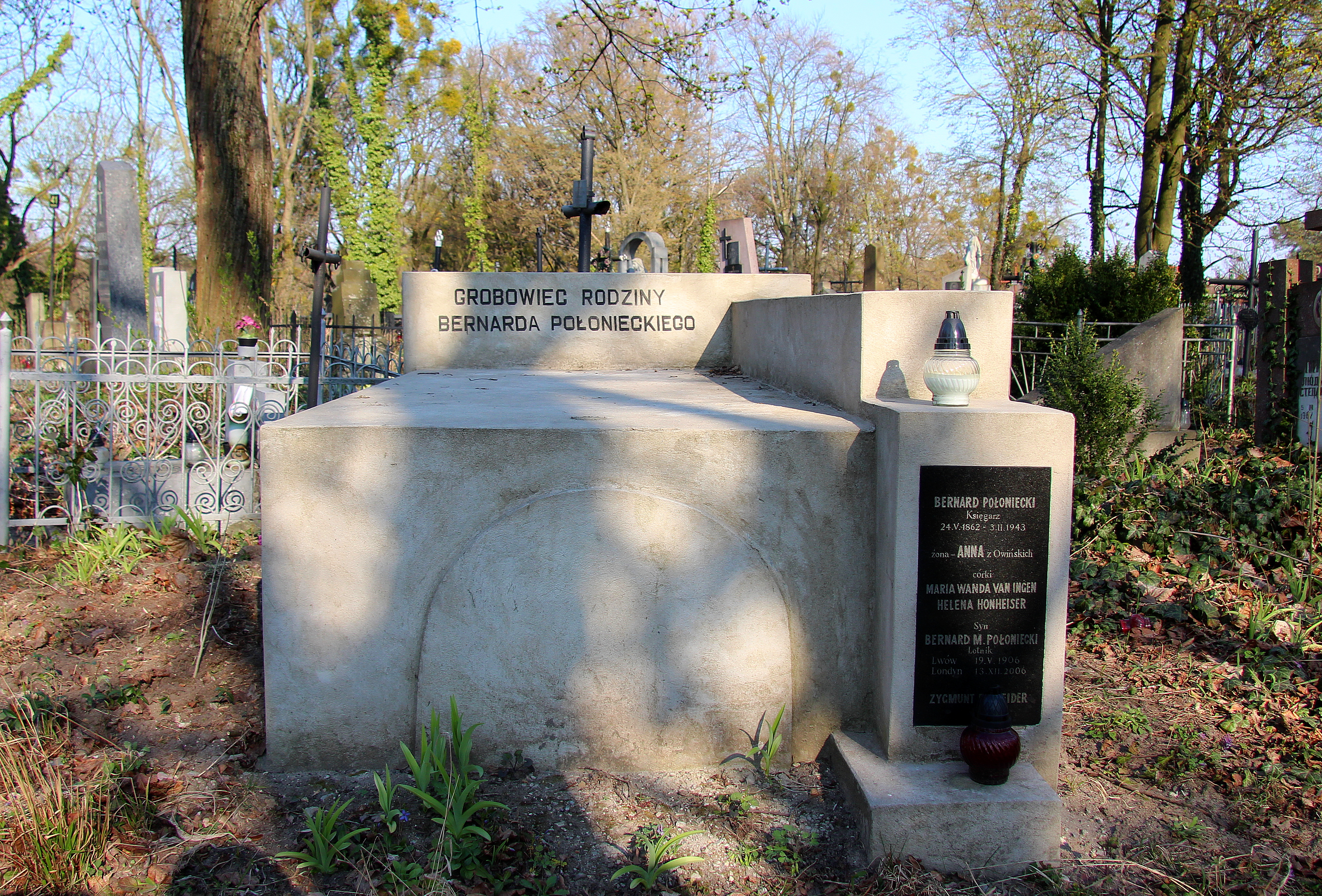
Grobowiec Bernarda Połonieckiego

Bernard Połoniecki (ur. 24 maja 1861 we Lwowie, zm. 1 lutego 1943 tamże) – polski księgarz i wydawca żydowskiego pochodzenia.

## Życiorys
Pochodził z żydowskiej rodziny Pordesów, przybyłej do Lwowa z Austrii. Księgarz i wydawca, właściciel Księgarni Polskiej (róg ul. Akademickiej i Klementyny Tańskiej) z filią w Warszawie. W latach 1890–1939 właściciel dużego przedsiębiorstwa: nowoczesnej drukarni, introligatorni, składu nut i druków muzycznych oraz fortepianów. Prezes Stowarzyszenia Kupców i Przemysłowców Polskich Województw Południowo-Wschodnich we Lwowie. Wydawca literatury pięknej (Biblioteki Mrówki) oraz publikacji z różnych dziedzin wiedzy a także nut, map i czasopism. Właściciel wypożyczalni książek (Czytelnia Naukowa we Lwowie), gdzie czytelnicy mieli do dyspozycji tematycznie ułożone listy zbiorów i trzy różne formy abonamentu: beletrystyczny, naukowy i mieszany. Szczególną dbałość wykazywał przy organizowaniu czytelni muzycznej. Dysponowała ona obszernym zbiorem książek, podzielonym na działy a także wieloma cennymi zbiorami nut i prasy literacko-artystycznej. Zbiór książek obejmował historię muzyki, dydaktykę muzyki, harmonię i kompozycję. Drugą jego pasją, poza księgarstwem, była uprawa róż i dalii, co w czasie II wojny światowej stało się źródłem skromnych dochodów, gdy po zajęciu Lwowa przez Armię Czerwoną (22 września 1939) upaństwowiono jego księgarnię i skonfiskowano książki. Wychowawca wielu wybitnych polskich księgarzy i wydawców. Został pochowany na Cmentarzu Łyczakowskim we Lwowie.

## Ordery i odznaczenia
- Złoty Krzyż Zasługi (9 listopada 1932)[1]
- Srebrny Wawrzyn Akademicki (5 listopada 1935)[3]